# Postlewaithe
Postlewaithe es una localidad de Santa Lucía que forma parte del distrito de Gros Islet.